# Славина, Лия Соломоновна
Ли́я Соломо́новна Сла́вина (14 января, 1906, Гомель — 23 сентября 1988) — советский психолог, ученица Выготского.

## Биография
Родилась в семье аптекарского служащего Шлиомы Шлиомовича Славина и Соры Шмуиловны Любиной. Окончила педагогический факультет 2-го МГУ (1925—1930). 
В 1920—1930-е годы входила в состав пятёрки ближайших московских учеников Выготского (Запорожец, Божович, Морозова, Левина, Славина). Аспирантура в Центральном педиатрическом институте НКЗ СССР, Москва (1938—1941). 
После возвращения из эвакуации (1944) зачислена в институт психологии АПН СССР, где работала в лаборатории психологии воспитания под руководством Божович. Защитила кандидатскую диссертацию «Понимание детьми раннего возраста устного рассказа» (1945).

## Научный вклад
Изучала вопросы развития мотивации и интереса к учёбе у детей. Проводила эмпирические исследования явлений смыслового барьера и аффекта неадекватности. Многочисленные публикации в области психологии формирования личности ребенка.

## Внешние источники
- Щедровицкий Г. П. et al. (1980). Психология и методология. Обсуждение «ситуации и условий возникновения концепции поэтапного формирования умственных действий» (работа Л. С. Славиной и П. Я. Гальперина). Доклады на Комиссии по логике и методологии мышления в Институте общей и педагогической психологии АПН СССР, январь-апрель 1980 г.
- Славина Л. С. Трудные дети. Развёрнутая аннотация и краткая биография (недоступная ссылка)
- Некролог. Вопросы психологии, 1989